# Nitta Yoshioki
Nitta Yoshioki est un nom japonais traditionnel ; le nom de famille (ou le nom d'école), Nitta, précède donc le prénom (ou le nom d'artiste).
Nitta Yoshioki (新田義興, 1331-1358) est un samouraï du clan Nitta au service de la cour du Sud durant l'époque Nanboku-chō de l'histoire japonaise. Il est le deuxième fils de Nitta Yoshisada.
Yoshioki participe au siège de Kamakura en 1333 et se bat du côté de Kitabatake Akiie. L'année suivante, il bataille avec Kitabatake Akinobu, fortifie le mont Otoko, mais en est bientôt chassé et contraint à chercher refuge au mont Yoshino.
Le conflit avec le clan Ashikaga se poursuit durant plusieurs décennies et en 1352, Yoshioki expulse Ashikaga Motouji de Kamakura, avec l'aide de son frère Nitta Yoshimune et de son cousin Wakiya Yoshiharu. Peu après avoir pris le contrôle de la ville, il en est cependant débouté par Ashikaga Takauji.
De retour à la campagne dans les provinces de Kozuke et Musachi, Yoshioki continue le combat pendant quelque temps avant d'être capturé par Takezawa Nagahira. Il est condamné à mort par Hatakeyama Kunikiyo, le ministre de Motouji, et noyé dans la Tama-gawa. Un sanctuaire se trouve à Yaguchi no watari, lieu de sa mort et il est révéré sous le nom de Nitta-daimyōjin (新田大明神).

## Source de la traduction
- (en) Cet article est partiellement ou en totalité issu de l’article de Wikipédia en anglais intitulé « Nitta Yoshioki » (voir la liste des auteurs).